# Пршебуз
Прше́буз (чеш. Přebuz, бывш. нем. Frühbuß) — город на западе Чешской Республики, в районе Соколов Карловарского края. Расположен недалеко от границы с Германией.
Население — 73 человека (1 января 2019). В городе нет ни одной улицы, адресов же в Пршебузе всего 107. Является самым маленьким городом Чехии.
В административных границах города расположен природный памятник — Пршебузский верещатник. 

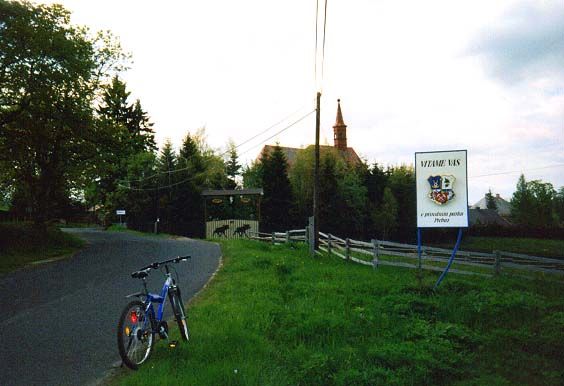
Пршебуз

## История
Первое письменное упоминание о Пршебузе относится к 1553 году, когда ему впервые были дарованы права города. Однако поселение на месте залежей олова, вольфрама и кобальта существовало ещё в начале XIII века. Последствием Тридцатилетней войны стал значительный спад в добыче. Обнадеживающим признаком оживления стало изобретение листового железа. Однако производство постепенно становилось нерентабельным, и в 1815 году добыча была остановлена.
В 1869 году пожар уничтожил значительную часть города; реконструкция длилась несколько лет.

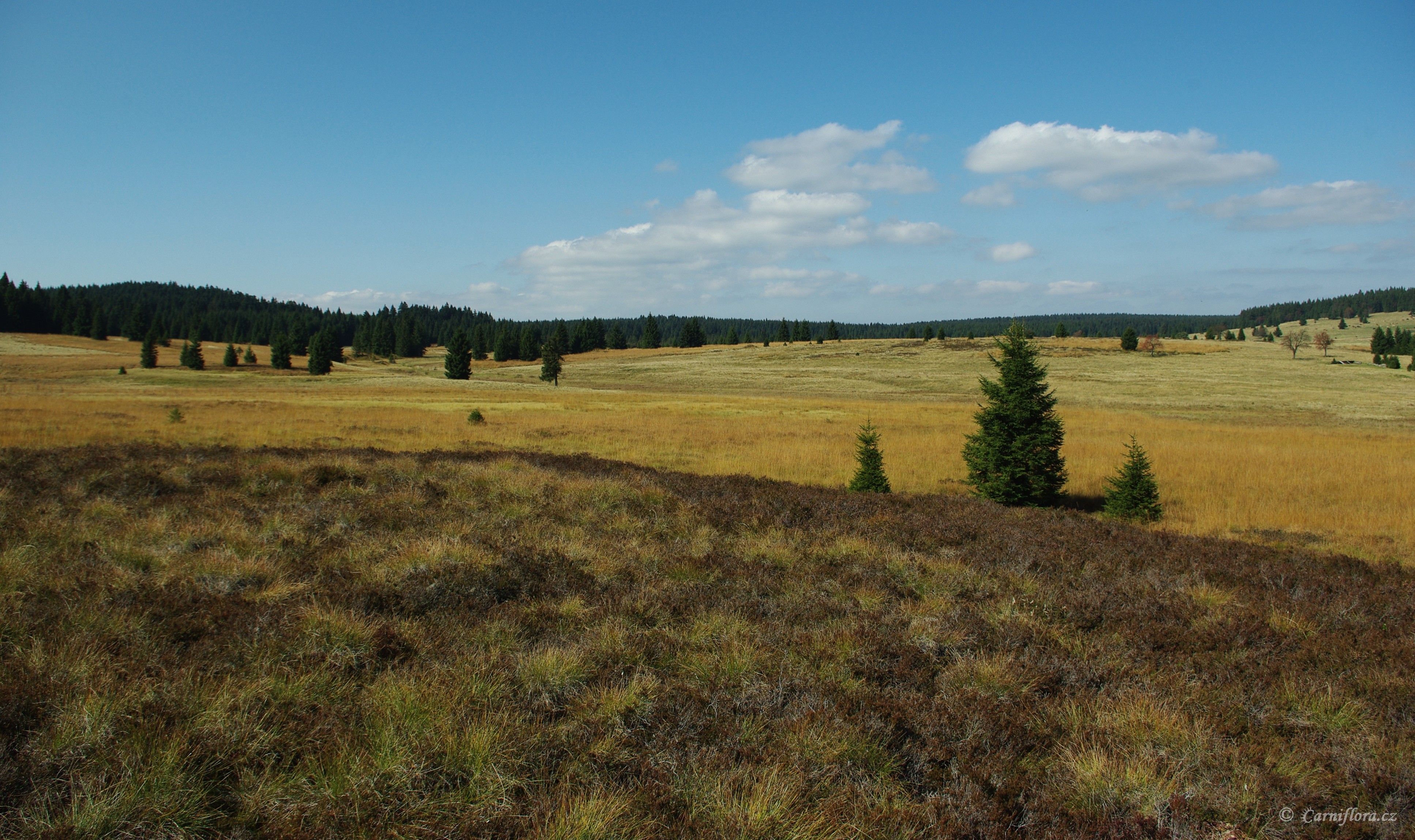
Пршебузский верещатник

После Второй мировой войны, в соответствии с декретами Бенеша, немецкое население (в 1930 году из 2771 горожанина 1396 — немцы) было выселено.
В 2007 году Пршебузу был возвращён статус города.

## Население
| Год  | Численность | Численность |
| ---- | ----------- | ----------- |
| 1869 | 2894        | [ 7 ]       |
| 1880 | 2850        | [ 7 ]       |
| 1890 | 2982        | [ 7 ]       |
| 1900 | 3104        | [ 7 ]       |
| 1910 | 3264        | [ 7 ]       |
| 1921 | 2837        | [ 7 ]       |
| 1930 | 2771        | [ 7 ]       |
| 1950 | 163         | [ 7 ]       |
| 1961 | 202         | [ 7 ]       |
| 1970 | 115         | [ 7 ]       |
| 1980 | 100         | [ 7 ]       |
| 1991 | 56          | [ 7 ]       |
| 2001 | 73          | [ 7 ]       |
| 2011 | 69          | [ 7 ]       |
| 2014 | 72          | [ 8 ]       |
| 2016 | 71          | [ 9 ]       |
| 2017 | 69          | [ 10 ]      |
| 2018 | 69          | [ 11 ]      |
| 2019 | 73          | [ 12 ]      |
| 2020 | 73          | [ 13 ]      |
| 2021 | 73          | [ 14 ]      |
| 2022 | 77          | [ 15 ]      |
| 2023 | 79          | [ 16 ]      |
| 2024 | 76          | [ 17 ]      |
| 2025 | 70          | [ 3 ]       |

На начало 2019 года население составило 73 человека: 36 мужчин и 37 женщин. Средний возраст жителей — 47,2 года.

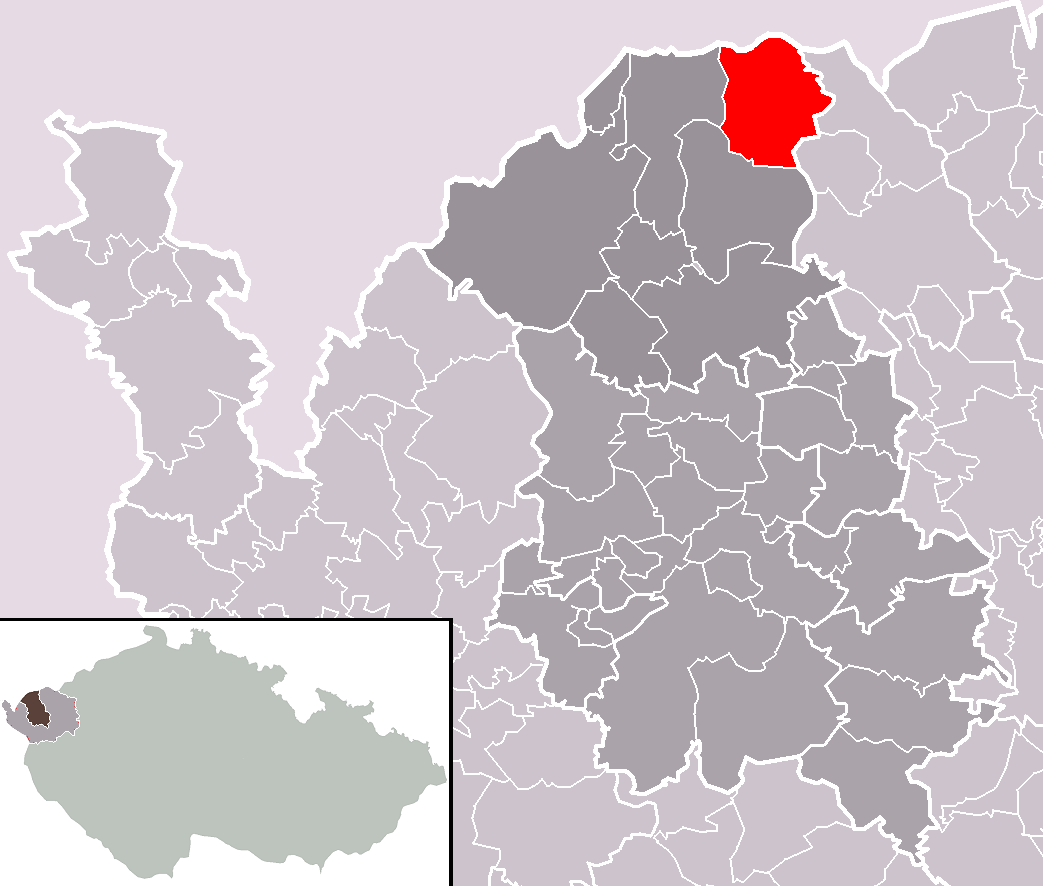
Пршебуз на карте района.